# Le Rire (Henri Bergson)
Pour les articles homonymes, voir Le Rire (homonymie).
Le Rire : essai sur la signification du comique est un ouvrage du philosophe Henri Bergson paru le 1er mai 1900.

## Présentation générale

### Contenu
Comme Bergson le dit dans sa préface de 1924, son essai se concentre plus exactement sur « le rire spécialement provoqué par le comique. » La thèse défendue dans l’ouvrage est que ce qui provoque le rire est le placage de la mécanique sur du vivant. Le rire y est considéré comme une punition de la société envers les êtres qui se laissent aller à la raideur et oublient la souplesse exigée par la vie.

### Historique de publication
Le livre est composé de trois articles (les trois chapitres) qui avaient précédemment été publiés dans la Revue de Paris : 1 et 15 février, 1 mars 1900. Comme il l'explique dans la préface à l'édition de 1924, l'idée fut de rassembler des articles épars en les arrangeant de telle manière qu'ils eurent du sens.

## Thèse

### Chapitre I. Du comique en général
Dans le premier chapitre, Bergson fait trois observations sur le rire :
- Il n’y a pas de comique en dehors de ce qui est proprement humain. Ainsi, un paysage n’est jamais risible. Un animal est risible lorsque l’on surprend chez lui une attitude ou une expression humaine.
- Le rire s’accompagne toujours d’une insensibilité ou d’une indifférence : « c’est une anesthésie momentanée du cœur, pendant laquelle l’émotion ou l’affection est mise de côté ; il s’adresse à l’intelligence pure. »
- Le rire a une signification sociale : il doit répondre à certaines exigences de la vie en commun, le rire étant toujours le rire d’un groupe. « Est comique le personnage qui suit automatiquement son chemin sans se soucier de prendre contact avec les autres. Le rire est là pour corriger sa distraction et pour le tirer de son rêve [...] Toujours un peu humiliant pour celui qui en est l’objet, le rire est véritablement une espèce de brimade sociale[3]. » Il en résulte, selon Bergson, que « le comique naîtra, semble-t-il, quand des hommes réunis en groupe dirigeront tous leur attention sur un d’entre eux, faisant taire leur sensibilité et exerçant leur seule intelligence. »

Il résume ainsi sa thèse : « Est comique tout arrangement d’actes et d’événements qui nous donne, insérées l’une dans l’autre, l’illusion de la vie et la sensation nette d’un agencement mécanique. »

### Chapitre II. Le comique de situation et le comique de mots
Bergson définit la comédie comme « un jeu qui imite la vie ». Les situations de comédie se font « par ficelles », qui sont certes plus minces à l'âge adulte que dans l'enfance.
La première source du comique de situation est la répétition. Elle peut s'exprimer de manière mécanique : on rit du diable qui sort de la boîte car son ressort fait que lorsqu'on le repousse, il se redéploie rapidement. Ce comique de répétition se retrouve dans les guignols, lorsque le commissaire se fait battre avec une matraque, qu'il se redresse, et est aussitôt aplati par la matraque. Cette répétition peut être verbale, comme dans Le Malade imaginaire, lorsque M. Purgon déverse sur Argan une liste de maladies : « et chaque fois qu'Argan se soulève de son fauteuil, comme pour fermer la bouche à Purgon, nous voyons celui-ci s'éclipse un instant [...] puis, comme mû par un ressort, remonter sur la scène avec une malédiction nouvelle ».
Le caractère drôle du comique de répétition est paradoxal, car « la répétition d'un mot n'est pas risible par elle-même ». Ce qui fait rire, c'est que la répétition symbolise « le jeu du chat qui s'amuse avec la souris » : il y a une opposition entre un sentiment comprimé qui se détend, et une idée qui comprime à nouveau. Ainsi, dans Tartuffe, quand Dorine raconte à Orgon la maladie de sa femme, il l'interrompt plusieurs fois pour lui demander : « Et Tartuffe ? ».
La deuxième source du comique de situation est celle du pantin à ficelles. Il s'agit des situations où « un personnage croit parler et agir librement [...] alors qu'envisagé d'un certain côté il apparaît comme un simple jouet entre les mains d'un autre qui s'en amuse ». Ce type de comique est particulièrement présent dans les Fourberies de Scapin, où Scapin dit : « C'est le ciel qui les amène dans mes filets ». Nous trouvons l'absence de liberté drôle car « tout le sérieux de la vie lui vient de notre liberté ».
La troisième source est l'« effet boule de neige ». Il s'agit d'une accumulation, d'un engrenage d'actions involontaires. Ce que l'esprit retient le mieux, en effet, c'est « le schéma de la combinaison ». C'est par exemple la forme du château de carte, « laborieusement monté », où il suffit d'ébranler une composante pour faire vibrer la deuxième, balancer la troisième, et s'écrouler le reste. Bergson donne l'exemple de Don Quichotte, dans lequel le muletier frappe Sancho Panza, qui frappe Maritorne, sur laquelle tombe l'aubergiste, etc.
Le philosophe remarque que la situation devient plus drôle encore quand l'effet boule de neige finit par se corriger, c'est-à-dire que son mouvement n'est pas rectiligne mais circulaire. En effet, « faire beaucoup de chemin pour revenir, sans le savoir, au point de départ, c'est fournir un grand effort pour un résultat nul », et cela fait rire. Herbert Spencer a soutenu que le rire est « l'indice d'un effort qui rencontre tout à coup le vide », et Kant disait que « le rire vient d'une attente qui se résout subitement en rien ».
La quatrième source est la répétition d'une scène, c'est-à-dire d'un ensemble de circonstances. Bergson donne un exemple de la vie commune : « je rencontre un jour dans la rue un ami que je n'ai pas vu depuis longtemps ; la situation n'a rien de comique. Mais, si, le même jour, je le rencontre de nouveau, et encore une troisième et une quatrième fois, nous finissons par rire ensemble de la “coïncidence” ». Dans L'École des femmes de Molière, une telle stratégie comique est utilisée : dans un premier temps, Horace raconte à Arnolphe ce qu'il a imaginé pour tromper le tuteur d'Agnès, qui se trouve être Arnolphe lui-même ; dans un deuxième temps, Arnolphe croit avoir paré le coup ; dans un dernier temps, Agnès fait tourner les précautions d'Arnolphe au profit d'Horace.
La répétition d'une scène peut voir sa dimension comique être amplifiée lorsque les scènes qui se répètent sont jouées par des groupes sociaux différents ; par exemple, une première fois par les maîtres, puis par les valets.
La cinquième source est l'inversion. Il s'agit de la stratégie comique de « l'arroseur arrosé » ou du « voleur volé ». Par exemple, dans La Farce du cuvier, une femme exige de son mari qu'il fasse tous les travaux ménagers ; elle a consigné le détail sur une feuille. Mais elle tombe au fond d'une cuve et son mari refuse donc de l'aider car ce n'est pas répertorié sur sa feuille.
La sixième est l'« interférence des séries », lorsqu'une situation « appartient en même temps à deux séries d'évènements absolument indépendantes, et qu'elle peut s'interpréter à la fois dans deux sens tout différents ». Le quiproquo en est un genre.
Bergson en vient ensuite au comique de mots.

## Éditions contemporaines
Édition imprimée
- Henri Bergson (auteur) et Antoine de Baecque (préfacier), Le Rire. Essai sur la signification du comique, Paris, Payot, coll. « Petite Bibliothèque Payot » (no 833), 4 janvier 2012, 201 p. (ISBN 978-2-228-90714-9, BNF 42568863)Le copyright de cette édition est de 2011, mais le livre est paru au début de l'année 2012. L'essai d'Henri Bergson est suivi d'un texte de Sándor Ferenczi, Rire, traduit par l'équipe du Coq Héron, et qui provient de l'ouvrage Psychanalyse IV. Œuvres complètes, 1927-1933, publié en 1982 chez Payot.

Livre audio
- Henri Bergson (auteur) et Xavier Béja (narrateur), Le Rire : Essai sur la signification du comique, Caen, Alexis Brun Productions, coll. « Lyre audio : Les classiques à portée d'oreille », 7 février 2011 (ISBN 978-2-35645-022-7, BNF 42363767)Support : 1 disque compact audio MP3 ; durée : 3 h 46 min environ ; référence éditeur : Lyre audio classiques lac-356450227-0-1. Le disque compact comporte également, aux formats PDF et EPUB, le texte de l'essai d'Henri Bergson.